# Larry Vásquez
Larry Vásquez Ortega (El Zulia, 19 settembre 1992) è un calciatore colombiano, centrocampista dell'Atlético Bucaramanga.

## Palmarès

### Club

#### Competizioni nazionali
- Súper Liga: 1

Atlético Junior: 2020
- Campionato colombiano: 1

Atletico Bucaramanga: 2024-I